# Josée Legault
Pour les articles homonymes, voir Legault.
Josée Legault (née le 1er octobre 1960) est une journaliste et une chroniqueuse politique québécoise.

## Biographie
Diplômée en histoire et en science politique, elle enseigne par la suite à l'Université du Québec à Montréal. Avant le référendum de 1995, elle publie un rapport sur le bilan de la loi 101. De 1995 à 1998, elle publie dans Le Devoir.
En 1998, elle a souhaité être la candidate du Parti québécois dans la circonscription de Mercier, mais c'est Robert Perreault qui a représenté, avec succès, le parti lors de l'élection. En 2001 et 2002, elle est devenue la conseillère politique de Bernard Landry. Legault était membre du conseil de la souveraineté du Québec, mais a été remerciée de ses services le 5 décembre 2002.
Elle écrit depuis 1998 dans The Gazette. Legault est aussi entendue sur les ondes de CKAC, de Radio-Canada et de CJAD. Ses chroniques sont librement accessibles dans le quotidien Vigile.net. Les sujets qu'elle a traités comprennent notamment l'affaire Michaud et l'affaire Boisclair.
Du 1er mars 2007 jusqu'en juin 2012, Josée Legault a signé une chronique et un blogue d'opinion intitulée Voix publique dans le journal hebdomadaire québécois ainsi que sur le site web du journal Voir. Elle a eu un blogue dans la publication L'Actualité. Elle signe une chronique au Journal de Montréal.

## Ouvrages publiés
- 1992 : L'invention d'une minorité: les Anglo-Québécois, éditions du Boréal.
- 1996 : Les Nouveaux Démons, VLB éditeur.